# Paszporty w Słowenii

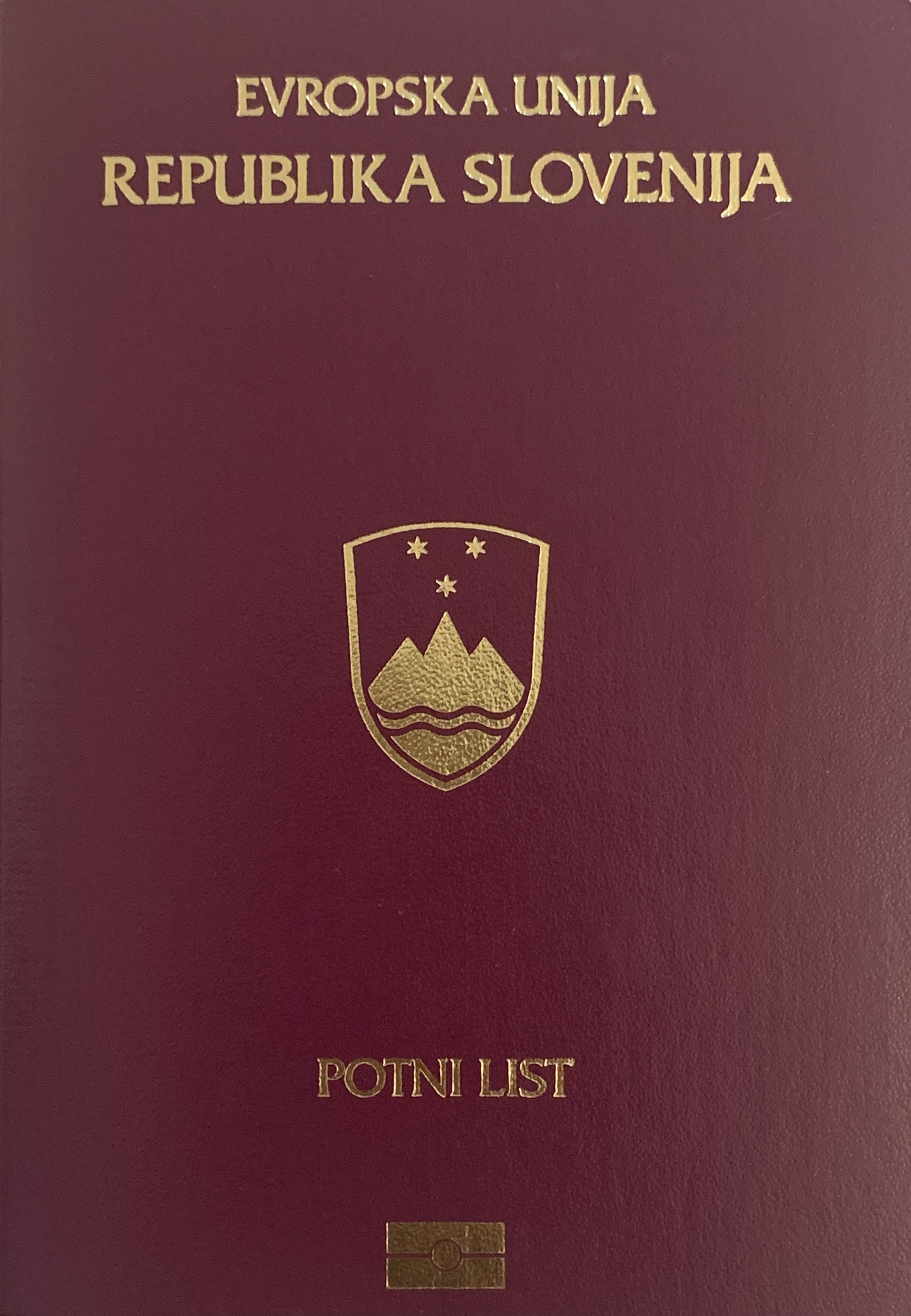
Przednia okładka słoweńskiego paszportu biometrycznego

Paszporty w Słowenii – dokumenty paszportowe wydawane obywatelom Słowenii w celu ich identyfikacji przy przekraczaniu granic i za granicą.

## Historia
W latach 1945–1991, Słowenia, wchodząc w skład Jugosławii, wydawała własne odmiany paszportów jugosłowiańskich, na równi z pozostałymi republikami i autonomicznymi prowincjami w Socjalistycznej Republice Serbii.

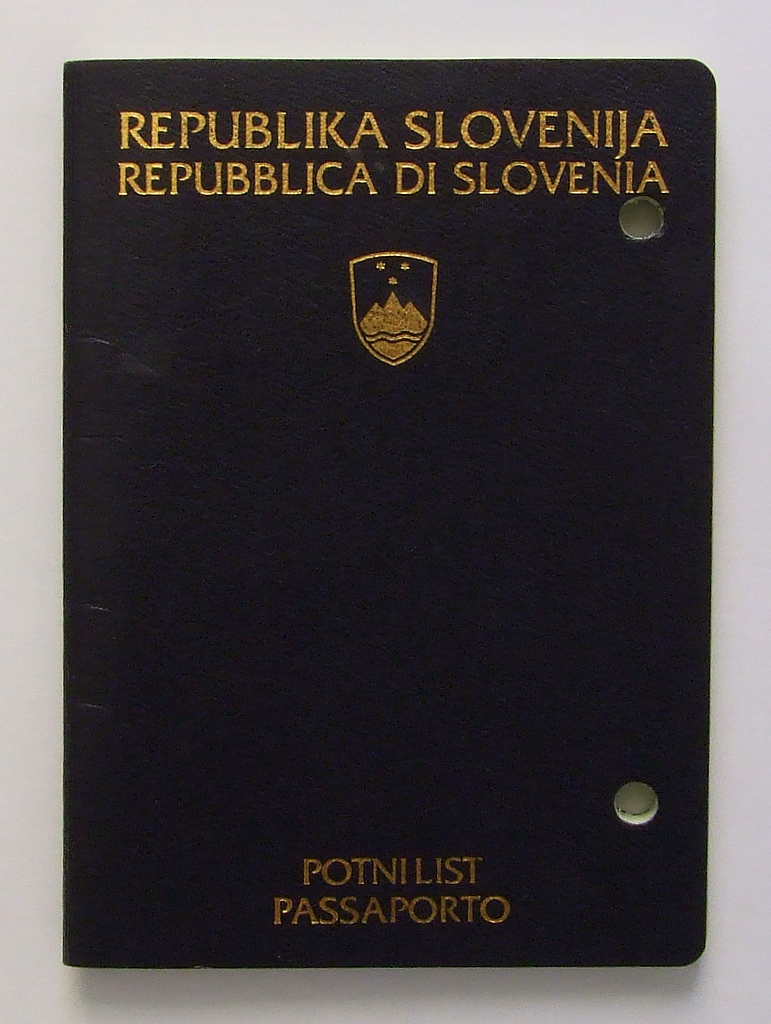
Przednia okładka starego paszportu słoweńskiego z nadrukami w języku słoweńskim oraz włoskim

Paszporty wydawane w niepodległej Słowenii pierwotnie miały niebieską okładkę, a od 2002 r. – w kolorze burgundzkiego wina.
W 2004 r. Słowenia została członkiem Unii Europejskiej, co później zostało oznaczone na nowych wzorach paszportów.
W 2005 r. wprowadzono paszport biometryczny.

## Języki
Na okładce zwykłego paszportu słoweńskiego znajdują się nadruki wyłącznie w języku słoweńskim. Mimo tego, można wnioskować o dodatkowe umieszczenie wpisów w języku węgierskim bądź włoskim.